# Элла Маккей
«Элла Маккей» (англ. Ella McCay) — предстоящий американский комедийный фильм режиссёра Джеймса Л. Брукса по его собственному сценарию. В фильме снимутся Эмма Маки, Вуди Харрельсон, Джейми Ли Кёртис, Кумэйл Нанджиани и Спайк Ферн. Премьера в США запланирована на 12 декабря 2025 года.

## Сюжет
Действие фильма происходит в Бостоне. Элла Маккей — политик-идеалист, готовый баллотироваться на пост губернатора, параллельно решая давние семейные проблемы.

## В ролях
- Эмма Маки — Элла Маккей
- Вуди Харрельсон
- Джейми Ли Кёртис
- Кумэйл Нанджиани
- Спайк Ферн
- Айо Эдебири
- Альберт Брукс
- Джек Лауден
- Ребекка Холл
- Джулия Кавнер
- Бекки Энн Бейкер
- Джоуи Брукс
- Трой Гэрити
- Эрика Макдермотт

## Производство
В ноябре 2023 года стало известно, что Джеймс Л. Брукс станет режиссёром комедийного фильма «Элла Маккей». Тогда же стало известно, что в фильме снимутся Эмма Маки, Джейми Ли Кёртис, Вуди Харрельсон, Айо Эдебири, Альберт Брукс, Кумэйл Нанджиани и Спайк Ферн.
Съёмки стартовали 1 февраля 2024 года в Род-Айленде. Режиссёр и актёры провели пресс-конференцию, на которой анонсировали начало производства фильма. Помимо Род-Айленда съёмки пройдут в Кливленде (Огайо).

## Релиз
Выход фильма в США запланирован на 12 декабря 2025 года. Ранее он был запланирован на 19 сентября 2025 года, но был отложен до текущей даты по неизвестным причинам. 